# Hegnenberg (Altdorf bei Nürnberg)

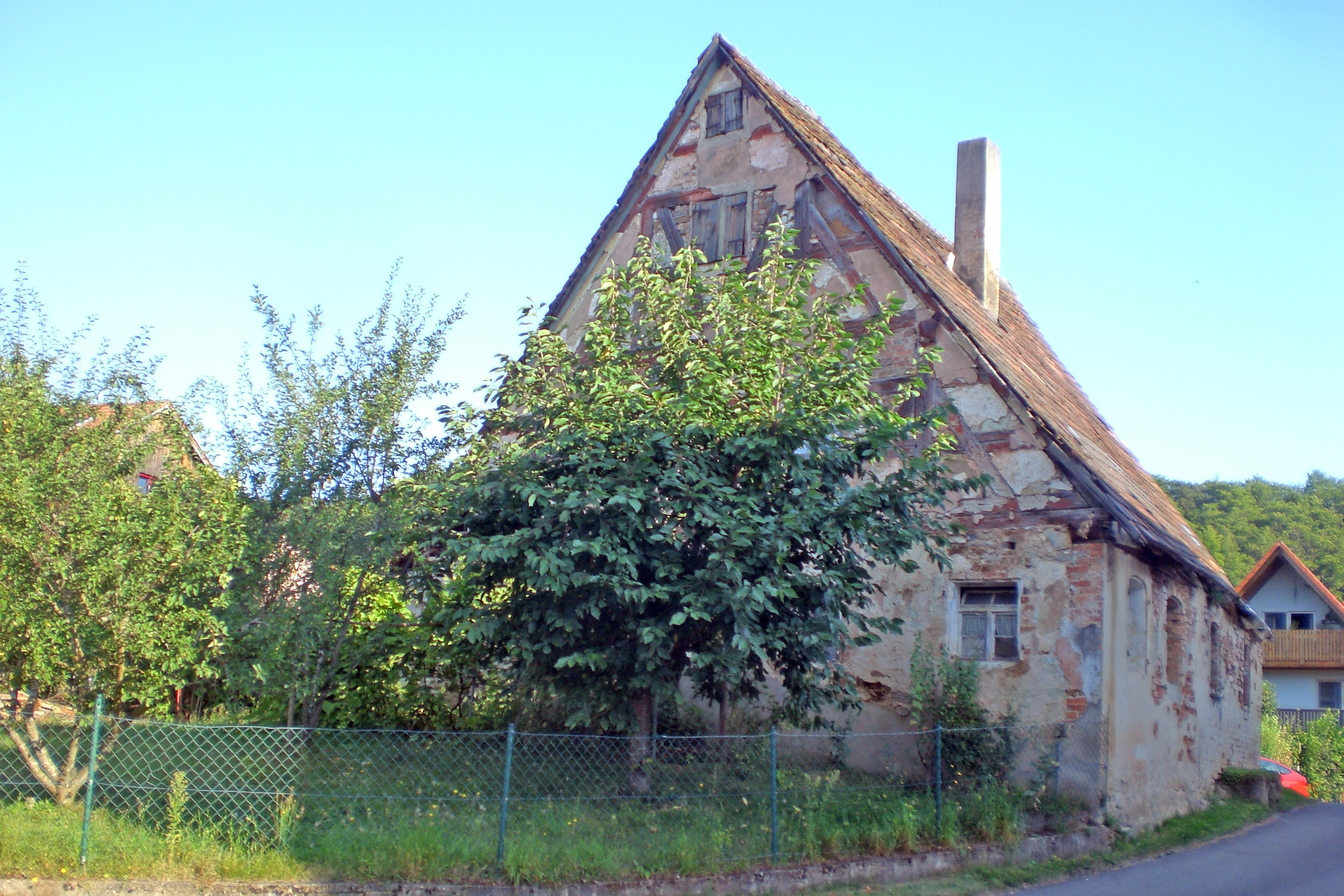
Denkmalgeschütztes Wohnstallhaus (2024)

Hegnenberg ist ein Gemeindeteil der Stadt Altdorf bei Nürnberg im Landkreis Nürnberger Land (Mittelfranken, Bayern). Hegnenberg liegt in der Gemarkung Pühlheim.

## Geografische Lage
Das Dorf Hegnenberg liegt im sogenannten Altdorfer Oberland am gleichnamigen Berg. Dort befinden sich viele Quellen, die für die Trinkwasserversorgung Altdorfs eine wichtige Rolle spielen. Die Kreisstraße LAU 24 führt die Bundesautobahn 6 unterquerend nach Altdorf (2 km südlich) bzw. zur Kreisstraße LAU 6 (2,1 km nördlich), die Von Weißenbrunn im Westen nach Klingenhof im Osten verläuft. Eine Gemeindeverbindungsstraße führt nach Pühlheim (1,1 km östlich).

## Geschichte
Der Ort befand sich lange unter der Lehensherrschaft des Reichsministerialengeschlechts Rindsmaul. 1281, acht Jahre nach der Wahl von Rudolf I. von Habsburg zum deutschen König, wurde der Bezirk der Hofmark Altdorf und somit auch Hegnenberg der direkten königlichen Verwaltung durch die Burggrafen von Nürnberg unterstellt (Reichshofmark). Von 1504 bis 1806 gehörte Hegnenberg zum Territorium der freien Reichsstadt Nürnberg.
Der Ortsname wechselte von Hegenberg, Haidenberg, Herrenberg zu Hegnenberg.
Mit dem Gemeindeedikt (frühes 19. Jahrhundert) wurde Hegnenberg dem Steuerdistrikt Oberrieden und der Ruralgemeinde Pühlheim zugewiesen. Im Zuge der Gebietsreform in Bayern wurde Hegnenberg am 1. Januar 1978 nach Altdorf eingegliedert.

### Einwohnerentwicklung
| Jahr          | 1987 | 2013 | 2016 |
| Einwohnerzahl | 130  | 143  | 144  |

## Baudenkmäler
Im Ort befinden sich zwei historische eingeschossige Wohnstallhäuser. Hegnenberg 2 ist ein massiver verputzter Steildachbau mit Fachwerkgiebel aus dem 18. Jahrhundert. Hegnenberg 4 besitzt ein Giebelfachwerk. Die dazugehörige Fachwerkscheune hat einen Ziergiebel und stammt aus dem frühen 19. Jahrhundert.